# Jesode-Hatora Beth-Jacob
Jesode-Hatora Beth-Jacob is een Joodse scholengroep in België. Ze werd gesticht in het jaar 1895 door Hersch Krengel. De groep heeft twee vrije basisscholen en een atheneum. Het secretariaat is gelegen aan de Lange Van Ruusbroeckstraat 12-34 in Antwerpen.

## Geschiedenis

### 1885-WOII
Jesode-Hatora is de eerste Joodse school gesticht in Antwerpen. De meningen zijn verdeeld over de exacte datum van de stichting van de school. Door de vernielzucht van de nazibezetters is er geen exacte documentatie meer van de beginjaren.
Rond 1885 vinden we sporen terug van een soort cheder, die gedurende enkele uren per week aanvullend godsdienstonderwijs gaf voor de schoolgaande jongens die de stedelijke scholen bezochten waar geen Joodse religie onderwezen werd.
Met de inwijking van Mr. Hersch Krengel kwam er rond 1894 een kentering in dit aanvullend onderwijs. Hij kon geen genoegen nemen met dit mager onderwijs en dacht meteen aan een dagschool, waar naast het officiële algemeen onderwijs een volledig programma Joods onderricht gegeven moest worden. Mr. Krengel nam zelf het initiatief, maakte hiervan zijn levensdoel en stichtte Jesode Hatora.
De school was eerst alleen toegankelijk voor jongens. De Joodse meisjes bezochten de officiële stedelijke meisjesscholen, en kregen Joods onderricht op woensdag- en zondagnamiddag wanneer deze scholen verlof hadden. Op 1 september 1936 werd de eerste meisjesklas gesticht met Frans als voertaal. In 1937 werd de meisjesschool door Staat en Stad erkend. Zo werd Jesode-Hatora omgevormd tot Jesode-Hatora(jongensafdeling) en Beth-Jacob (meisjesafdeling).

### Tweede Wereldoorlog
Aan het einde van de jaren dertig, groeide in Europa de onzekerheid over de toekomst. Door de gebeurtenissen in Duitsland kwamen vanaf 1936 veel Duitse Joden naar België. Voor deze vluchtelingen betekende dit een sprong in het onzekere. In de eerste plaats dienden de kinderen vanzelfsprekend in een Joodse instelling ingeschreven te worden. De klassen zaten overvol, in totaal werden 936 leerlingen ondergebracht. Geen enkele leerling – vluchteling werd geweigerd.
In mei 1940, na een betrekkelijk rustige, maar onzekere periode, brak de te sterk gespannen veer. Van de toen 936 leerlingen vertrokken velen naar Amerika, Engeland of richting Frankrijk. De school sloot voor enkele weken, maar wanneer het weer geopend werd bleken er toch nog 500 leerlingen aanwezig te zijn. Het personeelsbestand was wegens de verplichte legerdienst heel sterk ingekrompen. De school bleef open.
Op 1 december 1941 mochten Joodse kinderen die in een officiële instelling les volgden niet meer naar school. Zo kwamen nog meer Joodse leerlingen in de Jesode-Hatora terecht. Inmiddels kwam ook het verbod voor niet –Joodse leerkrachten om in een Joodse school les te geven. Zij hadden zes maanden de tijd om de school te verlaten en een nieuwe positie te vinden. De leerkrachten bleven in de school tot aan de razzia’s van augustus 1942. Toen het razzia bevel werd gegeven zaten meer dan 500 leerlingen in de school gevangen. De toenmalige directeur, Dhr. Sanctorum en de leerkrachten besloten toen om de kinderen in groepjes naar huis te brengen. Toen de nazi’s de school bereikten was het helemaal leeg, ze hebben geen enkel kind gevonden. Voor deze evacuatie en het gedragen risico, waardoor veel Joodse kinderen gered werden, werd Dhr Sanctorum het ereteken Yad Vashem toegekend. De school werd toen gesloten. Zij werd totaal leeggeplunderd en binnenin afgebroken.

### Groei van de school vanaf 1945
Na de bevrijding van de Tweede Wereldoorlog keerde Dhr. Klagsbald uit de hel van het concentratiekamp Auschwitz terug met één zorg; “Hoe zit het met onze Jesode-Hatora?”
Hij verzamelde de weinige jongeren die de oorlog hadden overleefd en begon aan de heropbouw van de school. Zijn redenering was: indien wij, enkelingen, de Holocaust overleefd hebben, is het onze plicht het Joodse gemeenschapsleven te doen heropleven.
Toen Jesode-Hatora in augustus 1945 heropende telde de school 17 leerlingen. Het aantal bleef groeien en het Joodse onderwijs diende volledig opnieuw opgebouwd en aangepast te worden om aan de nieuwe eisen te beantwoorden.
Door het inslaan van een V-bom op het kruispunt Provinciestraat en Korte van Ruusbroeckstraat, juist tegenover het schoolgebouw, was de voorgevel van de school zeer sterk beschadigd. Onder impuls van het schoolcomité kreeg het gebouw een eerste metamorfose. Het gebouw bleef groeien naarmate het aantal leerlingen groeide. De school bereikte een leerlingenaantal van 1014 in het schooljaar 1964-65.
In de jaren die daarop volgden bleef en blijft de school het heel goed doen. Het leerlingenaantal is in de voorbije jaren wel aanzienlijk gedaald omdat er ondertussen een aantal nieuwe Joodse scholen zijn geopend in Antwerpen.

## Schoolsamenstelling en curriculum
De samenstelling van de schoolbevolking is heel heterogeen joods, ten gevolge van de grote omwentelingen die de Tweede Wereldoorlog voor de Joden heeft meegebracht. De kinderen kwamen uit vele landen met verschillende talen en uit zeer verschillende sociale en geestelijke groeperingen.
Naast de uitwerking van het volledige programma van het vrij gesubsidieerd onderwijs wordt er ook een uitgebreid programma voor godsdienstonderricht en onderwijs in de Hebreeuwse taal voorzien.

### Kritische kanttekeningen
Vanaf 2011 werd de school enkele malen in de pers genoemd in verband met het censureren van lesboeken, een ondermaats niveau en een afglijden richting ultraorthodoxie.Dit had tot gevolg dat in 2013 gewag werd gemaakt van een mogelijke intrekking van de erkenning als gesubsidieerde school.